# الجريدة الرسمية (اليمن الجنوبي)
الجريدة الرسمية (الانجليزية:Official Gazette)هي الصحيفة الرسمية لجمهورية اليمن الديمقراطية الشعبية. تصدر الجريدة باللغة العربية، وتنشر فيها جميع القوانين والقرارات والتشريعات الصادرة عن الحكومة. كما تنشر فيها الأخبار والمعلومات الرسمية المتعلقة بالجمهورية.
صدرت لجريدة الرسمية لجمهورية اليمن الديمقراطية الشعبية من عام 1967 إلى عام 1990. وكانت تنشر في عدن باللغتين الإنجليزية والعربية.

## أنظر أيضا
- قائمة الصحف الحكومية